# Municipio de Ninnescah (condado de Sedgwick)
El municipio de Ninnescah (en inglés: Ninnescah Township) es un municipio ubicado en el condado de Sedgwick en el estado estadounidense de Kansas. En el año 2010 tenía una población de 3231 habitantes y una densidad poblacional de 34,53 personas por km².

## Geografía
El municipio de Ninnescah se encuentra ubicado en las coordenadas 37°31′34″N 97°32′7″O / 37.52611, -97.53528. Según la Oficina del Censo de los Estados Unidos, el municipio tiene una superficie total de 93.57 km², de la cual 93,11 km² corresponden a tierra firme y (0,49 %) 0,46 km² es agua.

## Demografía
Según el censo de 2010, había 3231 personas residiendo en el municipio de Ninnescah. La densidad de población era de 34,53 hab./km². De los 3231 habitantes, el municipio de Ninnescah estaba compuesto por el 96,9 % blancos, el 0,15 % eran afroamericanos, el 0,43 % eran amerindios, el 0,28 % eran asiáticos, el 0,37 % eran de otras razas y el 1,86 % eran de una mezcla de razas. Del total de la población el 1,61 % eran hispanos o latinos de cualquier raza.